# Parc Shiokaze
Le parc Shiokaze (潮風公園, Shiokaze kōen) est un parc municipal situé dans le quartier d'Odaiba de l'arrondissement spécial de Shinagawa à Tokyo (Japon).

## Histoire
Le parc est construit sur le site d'une ancienne décharge et est ouvert le 1er juin 1974 sous le nom de parc n° 13 (13号地公園, 13 gōchi kōen) ). Entre 1992 et 1996, le parc est considérablement modifié, lui donnant son aspect actuel. Du 11 juillet au 31 août 2009, le parc accueille une statue géante de Gundam (en) de 18 mètres de haut dans le cadre du Green Tokyo Gundam Project, une initiative visant à sensibiliser aux enjeux de la  régénération urbaine et de l'environnementalisme.
Après un report d'un an en raison de la pandémie de COVID-19, le parc accueille entre le 24 juillet et le 7 août 2021 les compétitions de beach-volley de la XXXIIe olympiade. Pour l'occasion, une structure temporaire est créée, pouvant accueillir jusqu'à 12 000 spectateurs.

## Description
Le parc occupe une superficie totale d'environ 155 000 m2, ce qui en fait le plus grand parc de l'île d'Odaiba. L'autoroute Bayshore Route divise le parc en deux zones ; les zones nord et sud étaient auparavant reliées directement par un pont, qui est supprimé après le tremblement de terre de Tōhoku en 2011. Le parc comprend environ 13 000 arbres, dont des Erythrina crista-galli, Olea europaea, Pinus thunbergii, Lagerstroemia et Washingtonia, et plus de 27 000 arbustes.